# Пшеница польская
Пшени́ца по́льская, или Пшеница полоникум (лат. Tríticum polónicum) — вид пшеницы семейства Злаки, или Мятликовые (Poaceae), близкий сородич пшеницы твёрдой (Triticum durum). Редко возделывается в качестве пищевого растения. Может встречаться как примесь в посевах других пшениц.

## Ботаническое описание

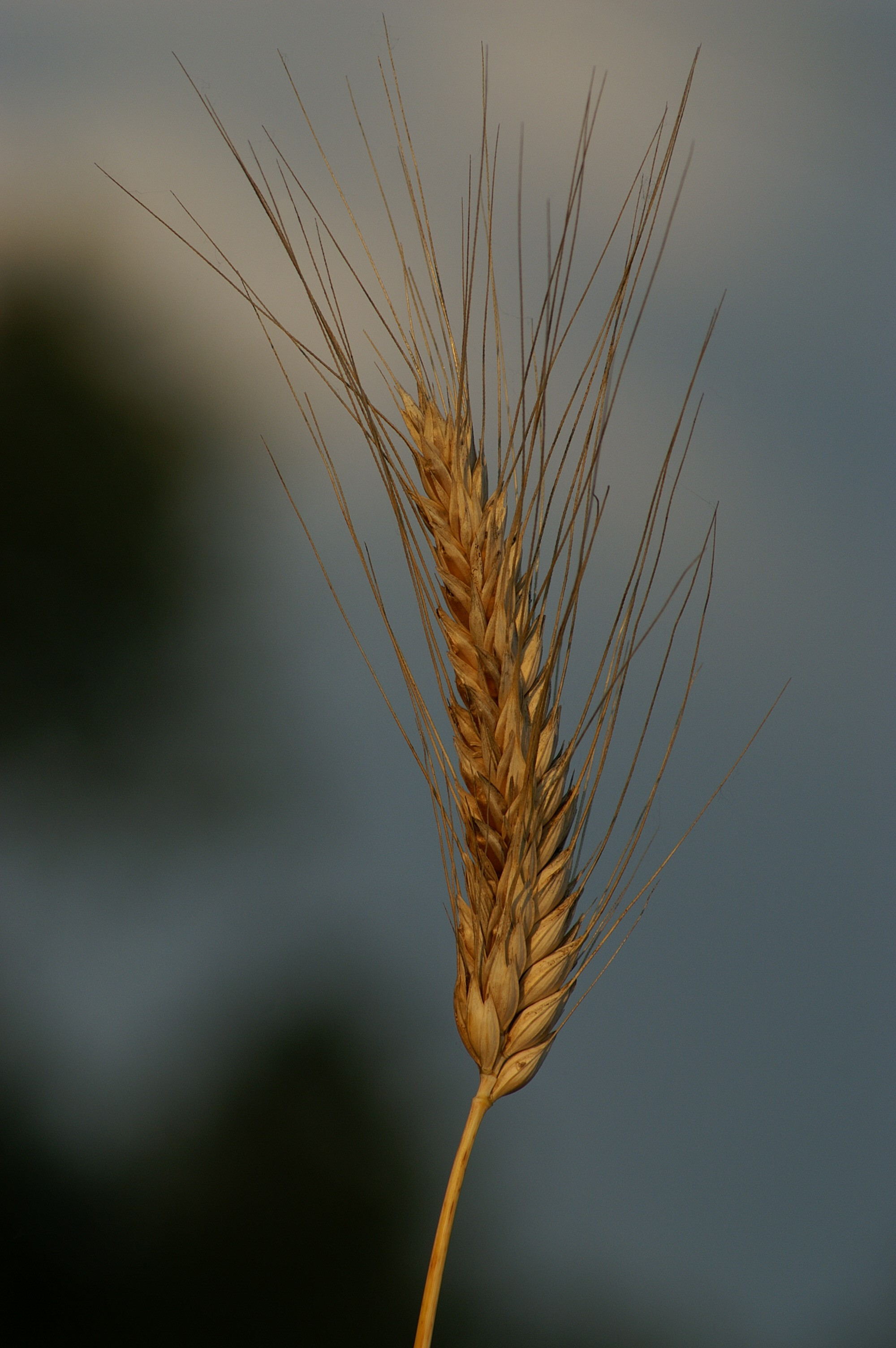

Однолетние травянистые растения 100—150 см высотой. Стебли немногочисленные, голые, гладкие, выполненные или полые. Листья широколинейные, плоские, до 2 см шириной, голые или опушённые.
Соцветие — сложный колос. Колосья линейные, в сечении квадратные или более-менее сжатые, линейные, более-менее густые, ось колосьев при созревших плодах и в сухом состоянии остается гибкой и не разламывается на отдельные колоски.
Колоски с 3—5 цветками, из которых 2—3 — плодущие; колосовой стержень по ребрам густо волосистый или почти голый, ось колосьев у основания колосковых чешуй с мозолистыми утолщениями.
Колосковые чешуи 25—32 мм длиной, широколанцетные, кожисто-перепончатые, волосистые или голые, с 9—13 ясными жилками и крылатым килем переходящим в немного согнутое остроконечие; обычно колосковые чешуи немного длиннее нижних цветковых.
Нижние цветковые чешуи 15—20 мм длиной, ланцетные, с остью 5—15 см длиной или безостные. Верхние цветковые чешуи у нижнего цветка почти наполовину короче наружных, кожисто-перепончатые, при плодах не расщепляющиеся, по килям узкокрылатые или ширококрылатые (самая широкая часть крыла 0,3—0,6 мм шириной).
Зерновки длинные, формой напоминают зерновку ржи, но крупнее, полупрозрачные, свободно расположенные в чешуе, легко обмолачивающиеся.
Тетраплоид, 2n=28.
Цветение в июне — июле.

## Таксономия
Triticum polonicum L., Species Plantarum, Editio Secunda 1: 127. 1762.
Предполагается, что первое описание этого вида, как Triticum speciosum grano longo, было сделано по образцам из ботанического сада Штутгарта и опубликовано в совместной работе Иоганна Херлера с Иоганном Баугином «Historia plantarum universalis, nova, et absolutissima» (3 Bände, Yverdon 1650—1651).
Под названием Triticum polonicum этот вид начинает упоминаться в каталогах и гербариях ботанических садов Европы со второй половины XVII века. Это неудачное название, поскольку вид в Польше не произрастает, было использовано Линнеем, после чего вошло в современную номенклатуру. Вид спорадически встречался на территории Средиземноморского региона, в малых количествах сопутствуя твёрдой пшенице (Triticum durum). Якоб Бобарт упоминает о небольших посевах на полях Англии. Альбрехт фон Галлер сообщает о незначительном возделывании этого вида в Тюрингии и Швейцарии. Нередко это растения принимали за рожь о чём свидетельствуют народные названия, в России — «ассирийская рожь», в Германии — «Riesenroggen».

### Синонимы
- Triticum maximum Vill., Hist. Pl. Dauphiné 2: 156. 1787.
- Triticum glaucum Moench, Methodus 174. 1794, nom. illeg.
- Agropyron brevissimum P.Beauv., Ess. Agrostogr. 102. 1812, orth. var.
- Triticum laevissimum Steud., Nomencl. Bot. ed. 2, 2: 716. 1841, nom. inval.
- Triticum abyssinicum Steud., Syn. Pl. Glumac. 1: 342. 1854.
- Deina polonica (L.) Alef., Landw. Fl. 336. 1866.
- Triticum turgidum subsp. polonicum (L.) Thell., Naturwiss. Wochenschr. 17: 470. 1918.
- Triticum aestivum var. polonicum (L.) L.H.Bailey, Man. Cult. Pl. 116. 1924.
- Triticum petropavlovskyi Udachin & Migush., Вестник сельской науки 9: 20. 1970.
- Gigachilon polonicum Seidl ex Á.Löve, Feddes Repert. 95: 496. 1984.